# Стротер, Натан
Натан Стротер (англ. Nathan Strother; род. 6 сентября 1995) — американский легкоатлет, спринтер, чемпион мира в эстафетном беге.

## Биография
Натан Стротер родом из Норкросса, в штате Джорджия, где он учился в местной средней школе. Сначала он начал карьеру в беге с препятствиями и прыжках в длину, прежде чем победить в беге на 400 метров на школьных чемпионатах Ассоциации средней школы Джорджии в 2014 году, а затем поступил в Университет Теннесси.. В 2015 году он смог увеличить свое лучшее время до 45,76 с. В 2016 году он завоевал серебряную медаль в беге на 400 метров на крытых чемпионатах дивизиона NCAA I. Летом на тех же чемпионатах он занял пятое место, предварительно поднявшись в полуфинале до 45,07 с. В 2017 году он выступал на чемпионатах США в Сакраменто, но потерпел поражение в полуфинале.
В 2018 году Стротер пробежал 200 метров с лучшим временем. В мае он пробежал новый рекорд на двойной дистанции в 44,34 с, а затем был использован в качестве бегуна для эстафеты 4 на 400 метров на чемпионате Северной Америки в Торонто, где можно было выиграть золотую медаль. Через месяц в Остраве он завоевал бронзовую медаль на континентальном кубке IAAF. В 2019 году Стротер присоединился к IAAF World Relays в мае с эстафетой в Иокогаме и вместе с ней вышел в финал, в котором, однако, впоследствии был дисквалифицирован. В конце июля он завоевал бронзовую медаль на чемпионатах США, увеличив свой лучший результат до 44,29 с. В результате он захватил один из билетов на чемпионат мира для США в беге на 400 метров в Дохе. При этом он вышел в полуфинал, в котором его результат с 45,34 с впоследствии был недостаточным, чтобы конкурировать с конкурентами в своем беге, и он вышел седьмым. Через три дня он вступил в бой с эстафетой, которую уверенно преодолевал квартет. В финале Стротеру пришлось уступить вице-чемпиону мира Рай Бенджамину на 400 метров.